# Joseph van Severdonck

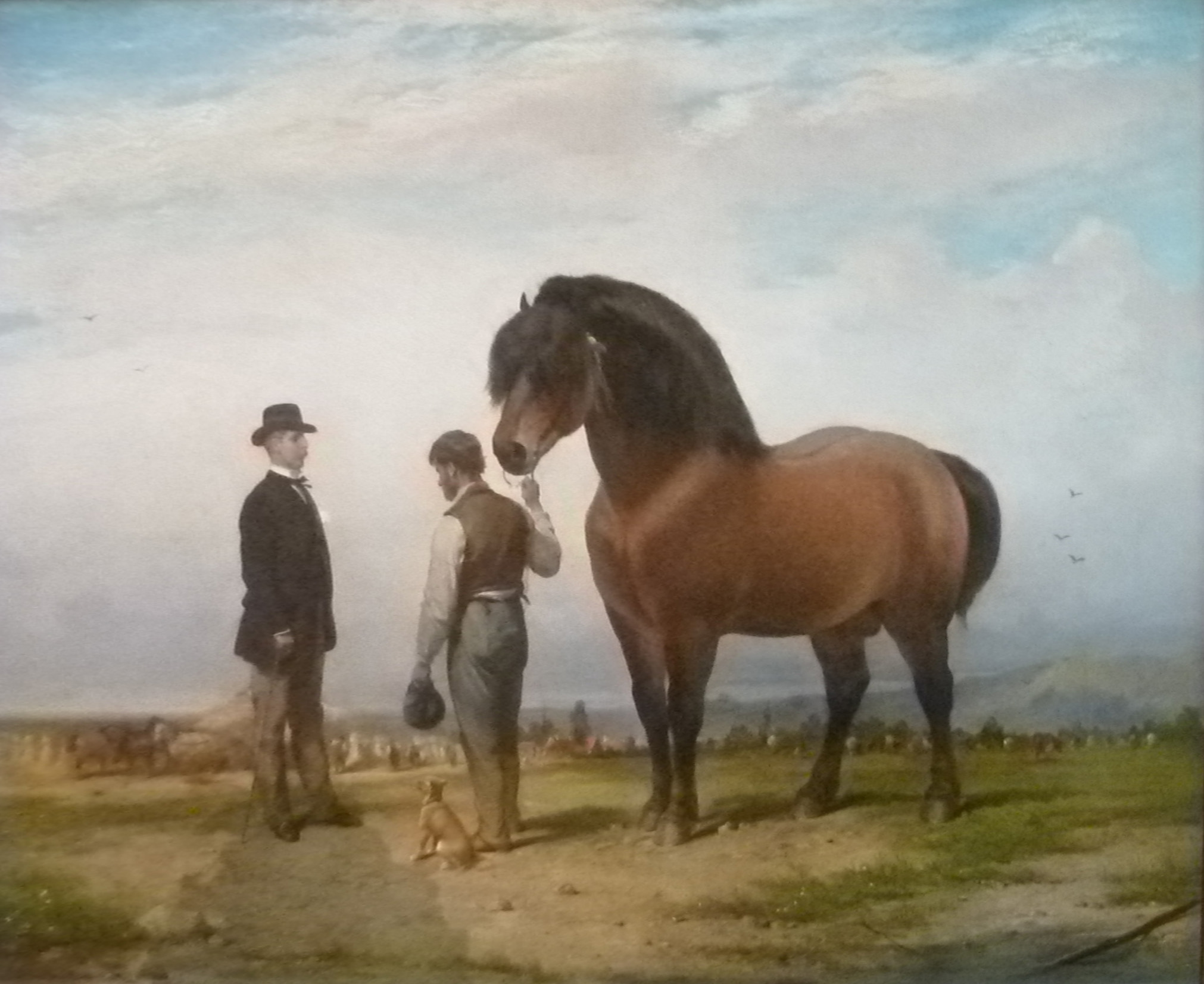
Skördelandskap med personer, häst och hund.

Joseph van Severdonck, född den 27 mars 1819 i Bryssel, död den 11 november 1905 i Schaerbeek, var en belgisk historie- och genremålare.
Severdonck, som var Wappers elev, målat kyrklig konst och bataljmålningar samt även genrestycken av olika värde. De 14 stationerna på vägen till Golgata han målade i kyrkan Notre Dame i Namur berömdes för sin mästerliga komposition, och dock är det just i denna han ansågs visa sig svag i tavlan: Slaget vid Gravelingen (1855); lika litet tillfredsställande ansågs hans Slaget vid Tournay 1513 vara. Tilltalande i uttryck och behandling är en Marie bebådelse (1862) och genretavlan 
Callot bland zigenarna. Bland hans senare tavlor är de mest betydande Striden vid Vucht 5 februari 1600 (justitiepalatset i Gent) och ett kavallerianfall.